# Haruku (eiland)
Haruku is een Moluks eiland in Indonesië ten oosten van Ambon en ten westen van Saparua. Het eiland Ceram, aan de andere kant van de Straat Ceram ligt ten noorden van het eiland. Ten westen van het eiland ligt de Straat Haruku met aan de andere kant van het water het eiland Ambon. Aan de oostkant ligt de Straat Saparua, met het eiland Saparua aan de overkant.
In 1527 arriveerden de Portugezen in Haruku; de Nederlanders kwamen in 1590. Het VOC-Fort Nieuw-Zeelandia is bezienswaardig. Verder liggen in de bossen rond Oma een aantal warmwaterbronnen.
Er liggen zes christelijke (Aboru, Haruku, Hulaliu, Kariu, Oma en Wassu) en vijf islamitische (Kabau, Kailolo, Pelauw, Rohomoni en Samet) dorpen op het eiland. Bewoners van de dorpen Aboru, Hulaliu en Wassu spreken dagelijks nog de oorspronkelijke taal, het gelijknamige Haruku. Sprekers van het Haruku en andere eilandbewoners spreken daarnaast ook het Ambonees.

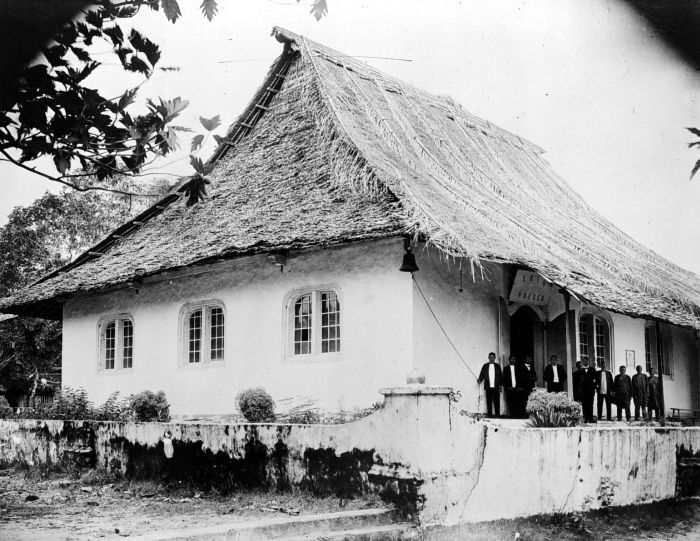
De protestantse Eben Haeserkerk in 1930